# Гимн Республики Алтай
Гимн Республики Алтай (алтайский язык: Алтай Республиканыҥ Гимны) — гимн Республики Алтай, субъекта Российской Федерации. Музыку написал Владимир Пешняк, а автором слов стал Аржан Адаров. Гимн официально принят 11 сентября 2001 года.

## Слова

### Слова на алтайском и русском языках
Первые три куплета исполняются на алтайском языке, а остальные два куплета на русском языке.
| Кириллица | Фонетическая транскрипция |
| Кӧк теҥери јылдыстар, Улу, јайым Кан-Алтай. Ӱч-сӱмер, ыйык тайгалар Агару, јебрен Алтай. Ӱч толыкту Кан-Алтай Јыҥкыс эдер јаҥы јок. Ӱргӱлји кӱйген одыбыс Ӧчӱп калар учуры јок. Алтай – ӧскӧн кабайыс, Алтай – мӧҥкӱ кудайыс. Элен чактарга корула, Россияла бис јажына. Ты солнцем создан, Алтай, Живи и процветай. Ты вовек непоколебим, И прекрасен наш Алтай. Алтай с Россией на века. Тебе и ей мы верны. И единою судьбой Навсегда озарены! АЛТАЙ! | /køk teŋeɾi ɟɯldɯstɑɾ \|/ /ulu \| ɟɑjɯm kɑn ɑltɑj ‖/ /yc symeɾ \| ɯjɯk tɑjɣɑlɑɾ/ /ɑɣɑɾu \| ɟebɾen ɑltɑj ‖/ /yc tolɯktu kɑn ɑltɑj/ /ɟɯŋkɯs edeɾ ɟɑŋɯ ɟok ‖/ /yɾylɟi kyjgen odɯbɯs/ /øcyp kɑlɑɾ ucuɾɯ ɟok ‖/ /ɑltɑj \| øskøn kɑbɑjɯs \|/ /ɑltɑj \| møŋky kudɑjɯs ‖/ /elen cɑktɑɾɣɑ koɾulɑ \|/ /ɾossijɑlɑ bis ɟɑʝɯnɑ ‖/ [ˈtɨ ˈsont͡sɪm ˈsozdən \| ɐɫˈtaj \|] [ʐɨˈvʲi ˈi prət͡svʲɪˈtaj ‖] [ˈtɨ vɐˈvʲek nʲɪpəkəlʲɪˈbʲim \|] [ˈi prʲɪˈkrasʲɪn ˈnaʂ ɐɫˈtaj ‖] [ɐɫˈtaj s‿rɐˈsʲijɪj nə ˈvʲekə ‖] [tʲɪˈbʲe ˈi ˈjej ˈmɨ ˈvʲernɨ ‖] [ˈi jɪˈdʲinɐjʊ sʊdʲˈboj] [nəfsʲɪɡˈda ɐzɐˈrʲenɨ ‖] [ɐɫˈtaj ‖] |